# Metropolità

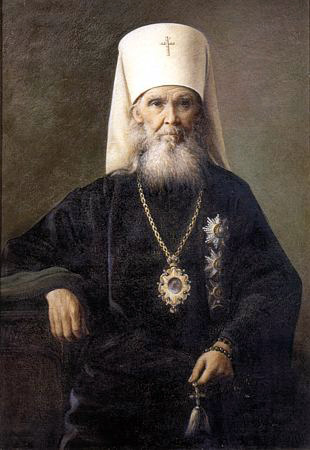
Macari II, Patriarca de Moscou. En l'Església Ortodoxa Russa un klobuk blanc és distintiu d'un metropolità.

En la jerarquia de les esglésies cristianes, el rang d'arquebisbe metropolità, abreujat com a metropolità, designa al bisbe d'una metròpoli, és a dir, la capital d'una antiga província romana, una província eclesiàstica, o d'una capital regional.
En l'Església d'Occident, no hi ha molta diferència entre un metropolità i un arquebisbe comú; no obstant això, a un arquebisbe que no sigui metropolità se l'anomena Arquebisbe ad personam. El metropolità té autoritat sobre altres bisbes en altres províncies eclesiàstiques, anomenades seus sufragànies, els quals es denominen bisbes sufraganis.
Per a l'anglicanisme, el metropolità és generalment el cap de l'ala nacional de l'església.
En l'Església d'Orient el títol és usat de diverses formes. Les esglésies hel·lèniques classifiquen als metropolitans per sota dels arquebisbes, i els primats d'esglésies locals sota el rang patriarcal es designen generalment com arquebisbes. El cas és invers per a les esglésies eslaves, on els metropolitans es classifiquen per sobre dels arquebisbes i el títol pot ser usat tant per a seus del primat com per a qualsevol ciutat important. En cap cas tenen els metropolitans autoritat especial sobre els bisbes regents en les seves pròpies províncies.
Amb el terme metropolia es fa referència al càrrec de metropolità o al territori sota la seva jurisdicció.